# Летсплей

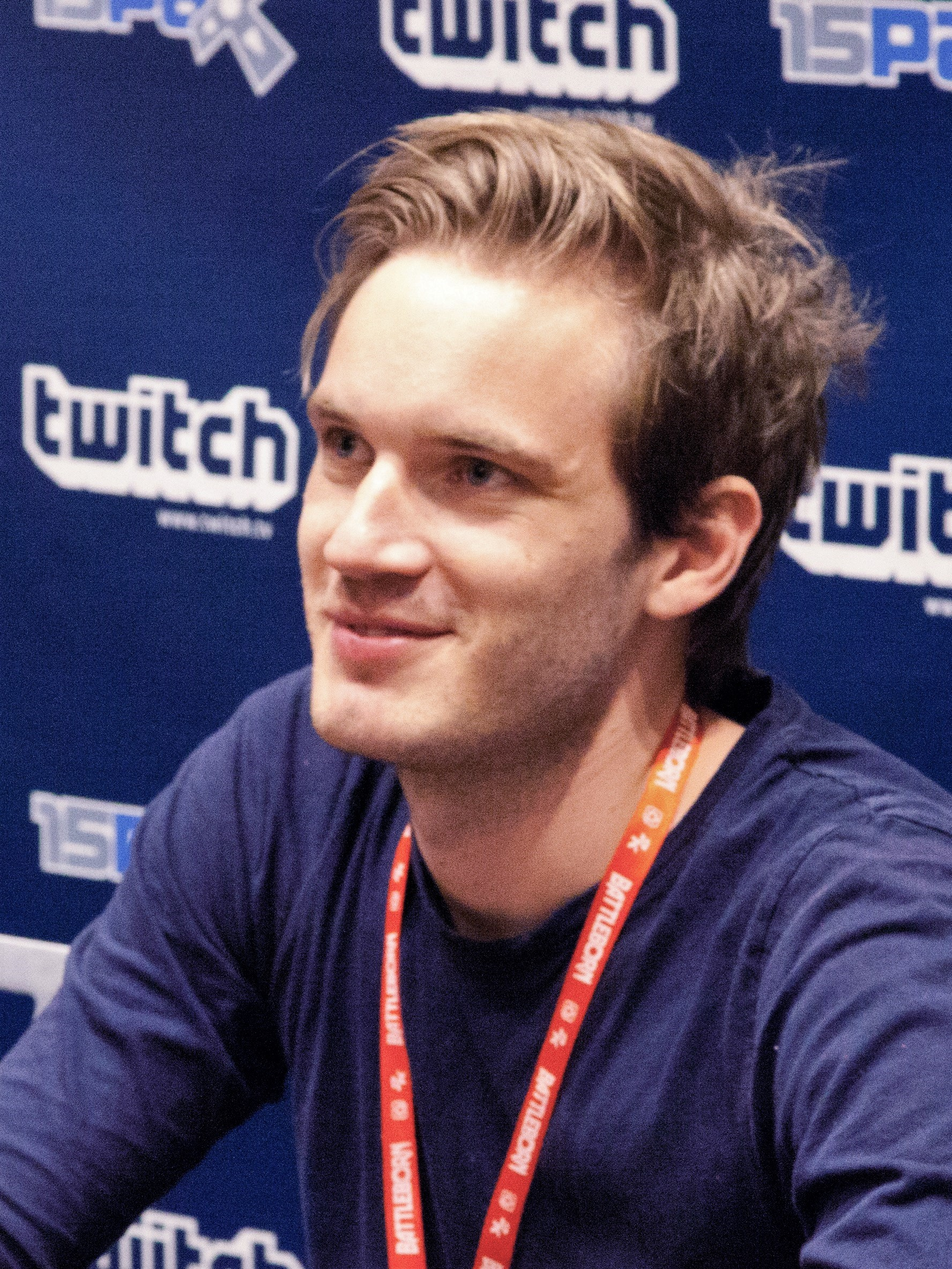
Шведский летсплейщик Пьюдипай

Летспле́й (Let's Play с англ. — «давай поиграем») — сопровождаемый текстом видеоролик, в котором игрок или группа игроков демонстрирует и комментирует прохождение какой-либо компьютерной игры. Летсплей отличается от записей прохождения игр или обучающих видеороликов акцентом на субъективных впечатлениях игрока — «летсплейщика», его комментариях и реакциях — юмористических, критических или даже посторонних по отношению к происходящему на экране — и не призван служить для зрителей объективным источником информации о том, как продвигаться по игре. Хотя летсплеи и стриминг прохождений игр в реальном времени тесно связаны и не исключают друг друга, летсплей может включать в себя монтаж видео и работу автора летсплея по заранее подготовленному сценарию, а не только импровизацию на лету.

## История
С начала возникновения компьютерной индустрии игроки видеоигр, имеющие доступ к программам видеозаписи и снимков экрана, смогли записывать, как они играют в компьютерные игры. Данный игровой процесс воплощался в видео-прохождениях, скоростных прохождениях и иных развлекательных роликах. Но с течением времени игроки начали обращать внимание не на саму игру, а на их восприятие игры и их участие в игровом процессе. Ещё до появления в интернете роликов данного жанра многие развлекательные телепередачи, такие как японская «GameCenter CX», заставляли ведущих и гостей соревноваться в сложных играх. Такие передачи пользовались особым успехом благодаря комментариям игроков, которые, как правило, были всегда юмористичными для зрителей.
Считается, что сам термин «летсплей» был впервые введён в 2007 году пользователем интернет-форума «Something Awful» Майколом Сауйером, который определил формат данного жанра в своем прохождении игры The Oregon Trail. С развитием таких видеохостинг- и стриминг-сайтов, как YouTube и Twitch, всё больше игроков стали обладать возможностью выкладывать видеоролики своего геймплея. Это, в свою очередь, вызвало новую тенденцию в мире видеоигр — появился жанр интернет-сериалов.
Во время второй половины нулевых годов особо популярным летсплейщиком в Интернете являлся Ной «The Spoony One» Энтвайлер. Помимо обзоров на различные видеоигры и фильмы, Spoony также увлекался записью прохождений FMV-игр. Эти видео вносились в рубрику FMV Hell, а многосерийные летсплеи FMV-игр, таких как Phantasmagoria: A Puzzle of Flesh и Ripper, принёсших ему популярность, он разместил в рубрике TSE Riff Theater. Изначально он называл эти видео «review», но после популяризации термина «let’s play» переименовал свои видео. В настоящее время он не записывает летсплеи FMV и других игр.

## Современное положение и влияние на общество
Некоторые из наиболее популярных игроков, которые создают видеоролики своего игрового процесса, рассматриваются в качестве интернет-знаменитостей, и, благодаря своим летсплеям, предоставляют другим игрокам новые идеи, новые перспективы в отношении игрового процесса. Среди известных создателей игровых видео часто отмечают таких лестплееров, как PewDiePie, Markiplier, Achievement Hunter и Funhaus, The Yogscast, Smosh, Machinima и других. Они получают процент денежной выручки за каждый просмотр своего ролика благодаря рекламам сайта видеохостинга. Это позволяет им обеспечивать свою неформальную карьеру, основанную на выкладывании данного жанра роликов, и при этом зарабатывать за счёт них. Но летсплеи имеют не только развлекательные цели, они также помогают создателям видеоигр рекламировать свой продукт при помощи самих игроков. Такие игры, как The Stanley Parable и Octodad: Dadliest Catch, стали популярными благодаря широкому охвату со стороны многих игроков, занимающихся профессиональными и непрофессиональными съёмками летсплеев.
Данный феномен стал настолько распространённым в обществе, что его начинали внедрять в развлекательную категорию массовой культуры и рассматривать на равных со спортивными передачами и музыкальными концертами. Группа игроков из Achievement Hunter (дочерняя компания Rooster Teeth) полностью изменила подход к этому жанру, когда в рамках RTX 2015 продемонстрировала живой летсплей перед крупной аудиторией. В дальнейшем эта тенденция может закрепиться в общественной культуре и транслироваться не только на сайтах видеохостинга, но и появляться в телепередачах, в кинотеатрах и перед живой публикой.

## Критика и юридические проблемы
Представители разных групп индивидов, как и в развлекательной индустрии, так и сами игроки, часто критикуют летсплей за низкое качество видеороликов. Большинство летсплеев, доступных в сети, сделаны игроками, не имеющими хорошего системного оборудования. Более того, сам игровой процесс кажется многим зрителям скучным и непродуманным. Американский комик Джимми Киммел раскритиковал идею летсплея и заявил, что просмотр видеороликов игрового процесса чужих игроков — это потеря времени, тем самым вызвав широкий резонанс среди игроков, занимающихся этим жанром.
Одна из самых обсуждаемых проблем летсплея — нарушаются ли при выкладывании или трансляции права производителей игр, учитывая, сколько зарабатывают популярные летсплейщики. Распространённый аргумент — летсплей обычно имеет пародийный или непрофессиональный характер, а игроки относятся к группе поклонников — является общепринятым в законодательстве разных стран, включая американское.
В начале 2010-х годов популярнейший видеохостинг YouTube под давлением правообладателей запустил сервис Content ID. Правообладателям контента было разрешено загружать отрезки музыки и видео для проверки на нарушение авторского права. В частности, абсолютно вся музыка и все фильмы, продаваемые в Google Play (но не в iTunes), попали в Content ID, как и отрывки прохождения AAA-игр. Правообладатель выставляет правило по размещению своего контента у другого пользователя: видео может быть удалено, ограничено для просмотра в различных регионах Земли, в нём может быть отключен звук или правообладатель размещает рекламу на видео пользователя и монетизирует видео, если пользователь не является партнёром YouTube, видео удаляется. В последнем случае пользователь не имеет права получать доход со своего видео, а также, в зависимости от правила правообладателя, видео может быть запрещено для просмотра в мобильном приложении. Это вызвало серьёзную критику среди летсплейщиков, так как многие игры имеют аудио- и видеоряды, защищённые авторским правом различных правообладателей, а один из основных стимулов создавать видео у летсплейщиков — денежный доход, к тому же многие партнёрские медиасети запрещают использовать музыку и видеоряд, защищённые авторским правом системы Content ID. Многие пользователи начали удалять свои видео под угрозой удаления канала, так как они использовали очень много копирайченной музыки; из-за этого большинство летсплейщиков ушло на другие веб-сайты типа Twitch.tv и занимаются только стримами (то же случилось и с большинством обзорщиков). На стримерских веб-сайтах проблем с авторскими правами нет, следовательно, и проблем у игрока, делящегося прохождением игры, с законом нет. Также были замечены баги и ложные предупреждения этой системы.
Компания Sony подала заявку на товарный знак «Let’s Play» в США для системы стриминга игрового видео наподобие Twitch.tv. Первый отказ был получен 31 октября 2015 года из-за обнаружения сходного товарного знака «Let’z Play». Юристы спорили, что будет дальше — и через три месяца повторную заявку отвергли, мотивировав это тем, что в логослове нет индивидуальности, оно «только описательно» (как молоко «Молоко»).